# Enseada do Príncipe Guilherme

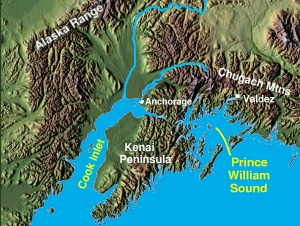
Mapa da enseada do Príncipe Guilherme.

Enseada do Príncipe Guilherme (em inglês: Prince William Sound) é uma enseada no golfo do Alasca, litoral sul do Alasca. Está localizado no lado leste da península Kenai, e seu maior porto é Valdez, no extremo sul do Sistema de Oleodutos Trans-Alasca. Outras povoações nessa enseada, que apresenta muitas ilhas, são Cordova e Whittier, mais as vilas indígenas de Chenega e Tatitlek.
A maior parte das terras em torno da enseada do Príncipe Guilherme faz parte da Floresta Nacional de Chugach, segunda maior floresta nacional dos Estados Unidos. Esse pequeno trecho de mar é cercado pelas escarpadas e glaciais montanhas Chugach. O litoral é muito recortado, como muitas ilhas e fiordes, alguns dos quais apresentando Geleiras de água de marés. As principais ilhas que formam a barreira da enseada são Montague (790,88 km²), Hinchinbrook (445,44 km²), e Hawkins (176,39 km²).

## História
James Cook chegou ao local em 1778 e o denominou de Sandwich Sound ("Enseada de Sandwich"), em homenagem a seu patrono, John Montagu, 4.º Conde de Sandwich. Porém, os editores dos mapas de Cook mudaram o nome desse trecho de mar para Prince William Sound em homenagem ao Príncipe Guilherme, que seria mais tarde Guilherme IV do Reino Unido.
Em 1964, um tsunami, decorrente do grande terremoto ocorrido naquele ano matou um grande número de chugaches na vila litorânea de Chenega e destruiu a cidade de Valdez.
Em 1989, o petroleiro Exxon Valdez encalhou em no recife de Bligh ao zarpar de Valdez, causando um enorme derramamento de petróleo, que provocou enormes danos ao meio ambiente, incluindo a morte de 250 000 pássaros marinhos, 2800 lontras marinhas, 250 águias, 22 orcas, e bilhões de ovos de salmão.

## Galeria de imagens

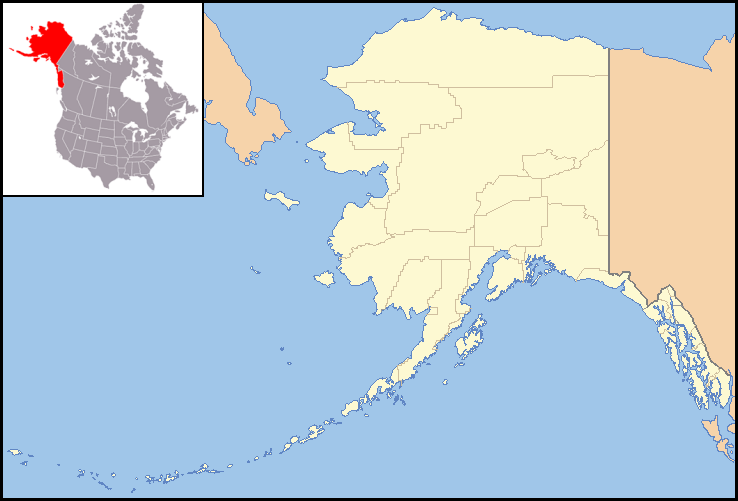
Localização no Alasca
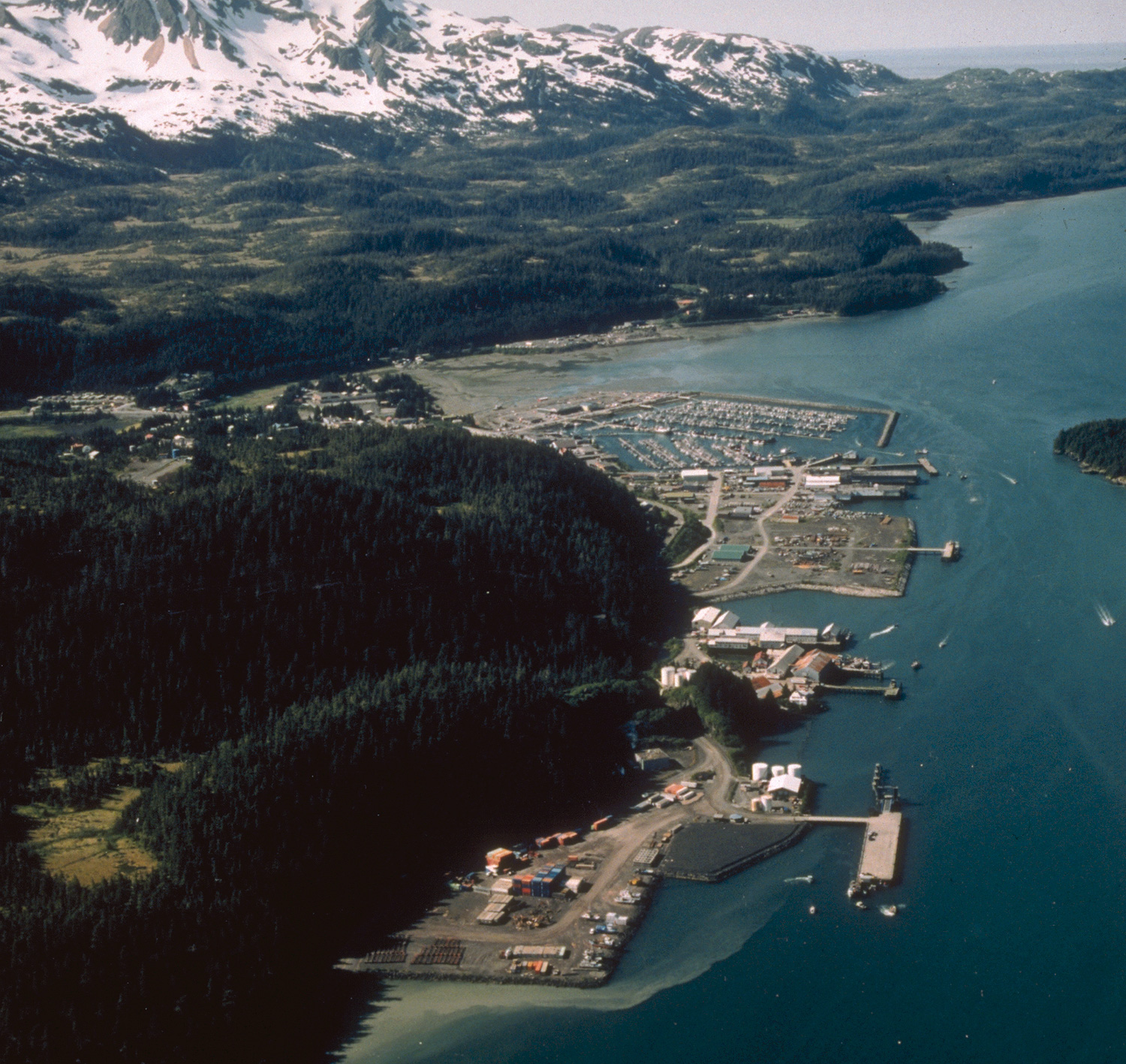
Vista aérea de Córdova
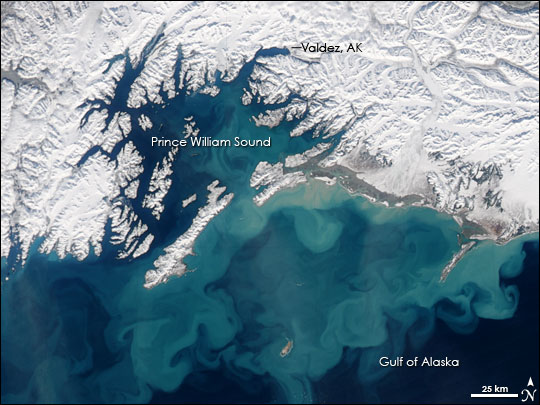
Imagem de satélite - Golfo do Alasca
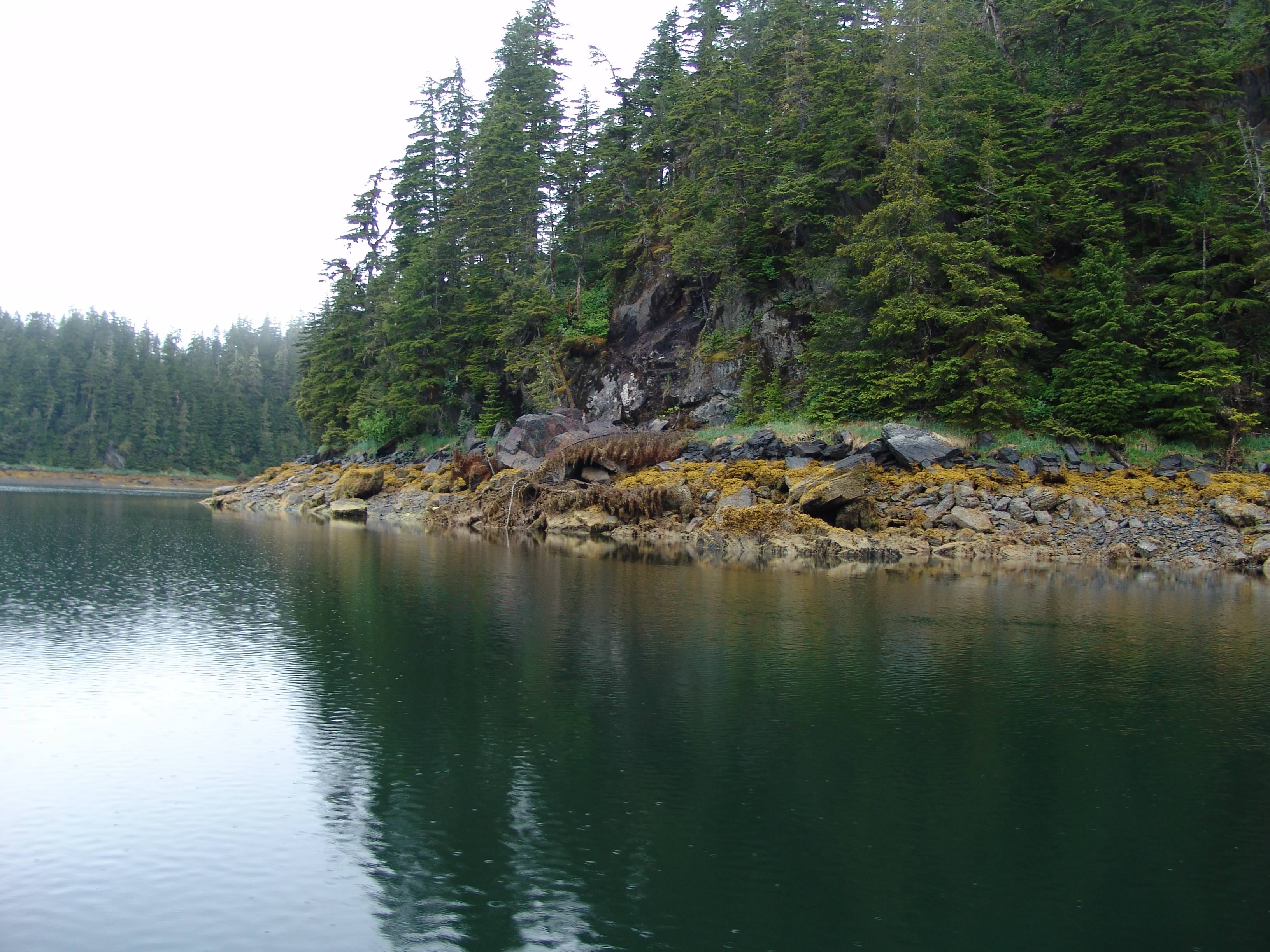
Enseada no sudoeste da enseada do Príncipe Guilherme
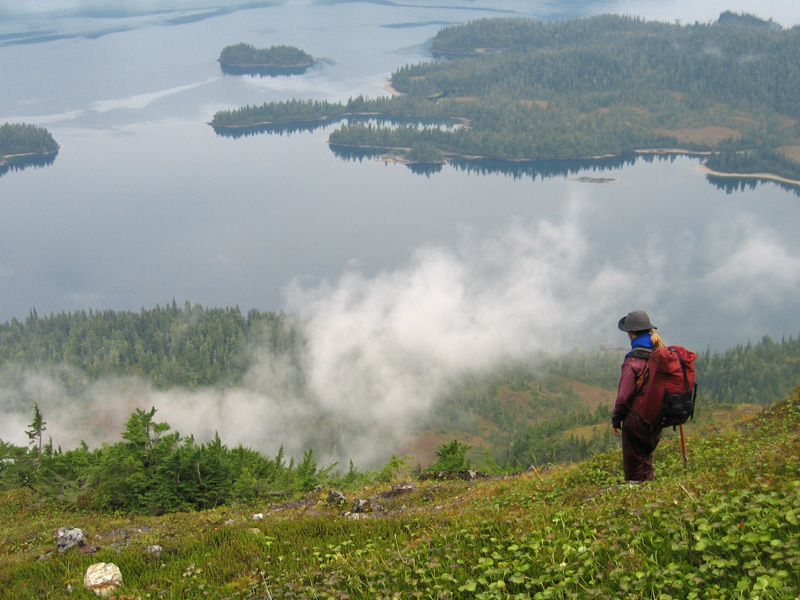
Vista geral da enseada do Príncipe Guilherme
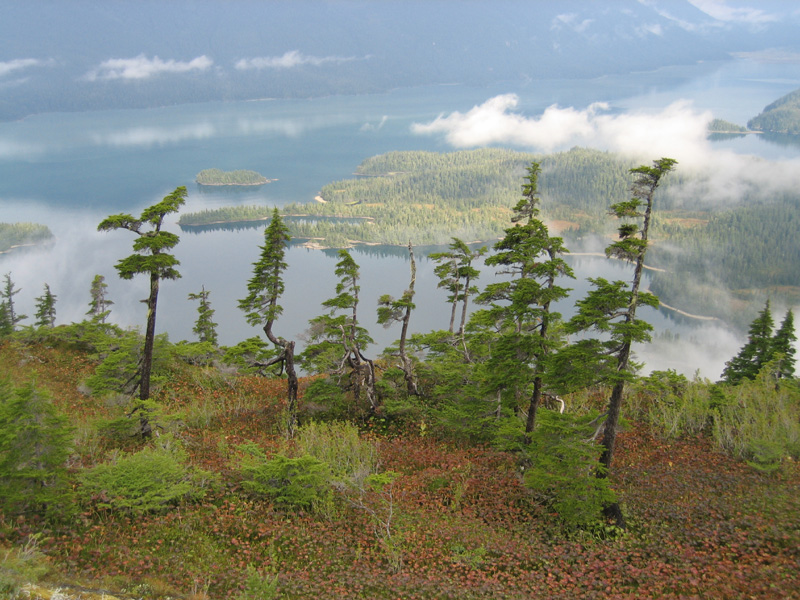
árvores alpinas na enseada do Príncipe Guilherme
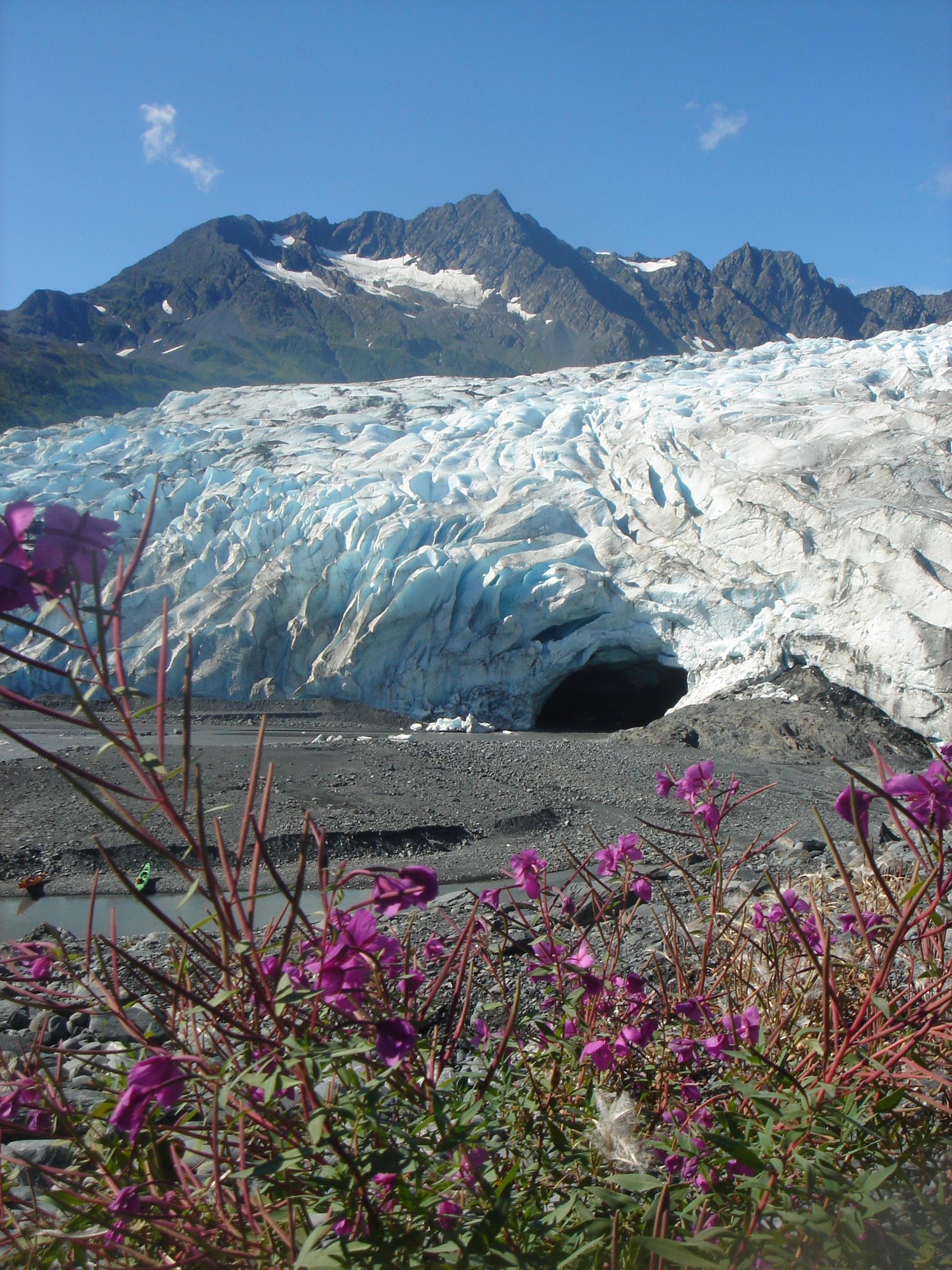
Enseada do príncipe Guilherme, vista do glaciar de Shoup
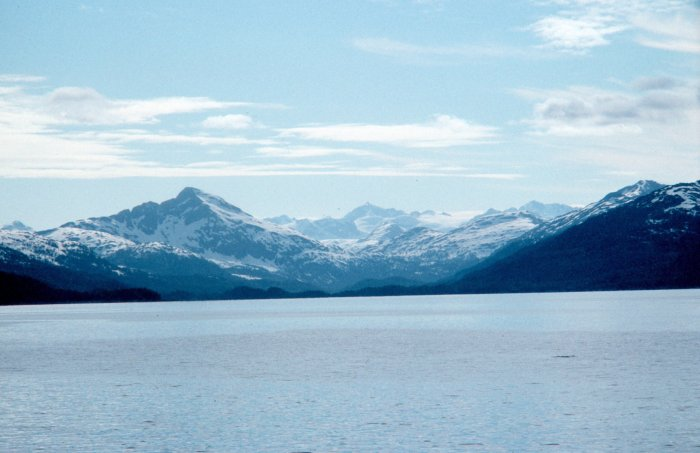
Vista geral
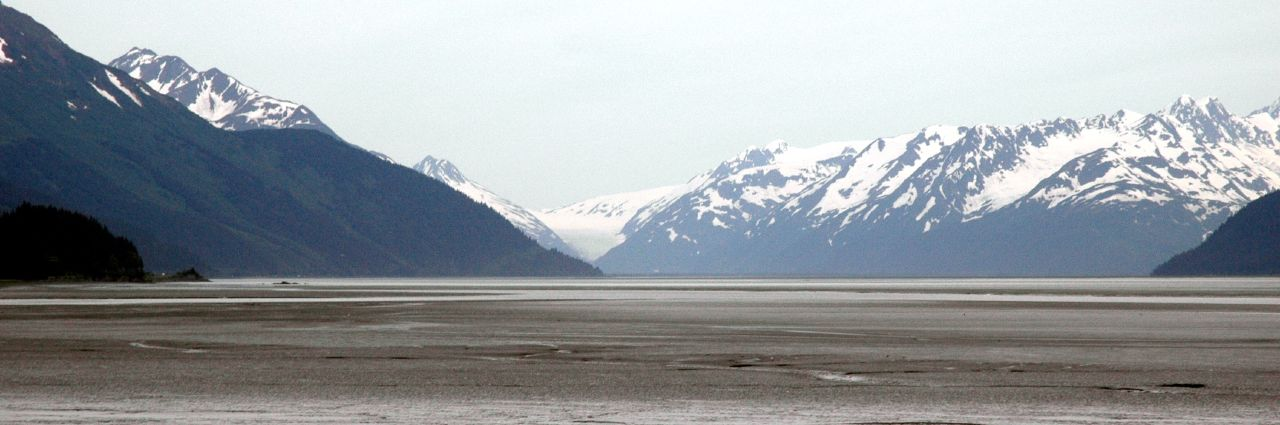
Vista do mar